# Robert Landsburg
Robert Emerson Landsburg (* 13. November 1931 in Seattle, Washington; † 18. Mai 1980 am Mount St. Helens, Washington) war ein US-amerikanischer Fotograf,
der während des Ausbruchs des Mount St. Helens im Jahr 1980 ums Leben kam, als er Aufnahmen des Ausbruchs anfertigte.

## Leben
Landsburg wurde als Sohn von Violet Rebecca Stout und Frank Emerson Landsburg in Seattle geboren und hatte einen jüngeren Bruder namens Richard David. Er war einmal geschieden. Nach seiner Schulzeit diente er von 1951 bis 1959 in der United States Navy, teilweise während des Koreakriegs.
Ab 1970 arbeitete er als selbstständiger Fotograf und gewann im selben Jahr einen Preis in der Kategorie „Bester Reisefilm einer Reiseförderungsorganisation“ für seinen 28-minütigen Werbefilm Southern Oregon, Land of Fulfillment, der von der Zeitschrift Sunset verliehen wurde. Ab 1978 arbeitet er für CETA und seine Werke waren in sechzehn öffentlichen Gebäuden seiner Wahlheimat Portland in Oregon zu sehen.
In den Wochen vor dem Ausbruch des Mount St. Helens besuchte Landsburg das Gebiet mehrmals, um den sich verändernden Vulkan fotografisch zu dokumentieren. Am 18. Mai 1980 rutschte um 8:32 Uhr pazifischer Zeit die gesamte Nordflanke des Mount St. Helens infolge wiederholter Erdbeben ab, die bereits seit dem 16. März 1980 seismisch messbar waren, und es kam zu einer Gerölllawine, die fünf Milliarden Tonnen Gestein bewegte. Der freigesetzte pyroklastische Strom, ein Gemisch aus heißem Gas und Feststoffen, führte zu verheerenden Schäden in der Umgebung des Schichtvulkans. Die entstandene plinianische Säule verteilte vulkanische Asche in über elf US-Bundesstaaten und reichte etwa zwanzig Kilometer in die Atmosphäre.
Kurz vor dem Vulkanausbruch befand sich Landsburg etwa 7,2 Kilometer (4,5 Meilen) westlich vom Vulkan entfernt, nahe dem South Fork Toutle River in Zielrichtung der folgenden lateralen Eruption, und fertigte eine Serie von fotografischen Aufnahmen an. Als der Mount St. Helens ausbrach, zog sich Landsburg in sein Fahrzeug zurück, während er die sich rasch nähernde Aschewolke fotografierte.
Als die Glutlawine näher kam, die eine Temperatur von über 640 °C erreichte und sich mit einer Geschwindigkeit von über 400 km/h ausbreitete, spulte er den Film zurück in die Filmdose, packte diese in seinen Rucksack, in der sich auch seine Geldbörse befand, und legte sich selbst über das Gepäckstück, um den Film zu schützen. Die Fotosequenz konnte später entwickelt werden, lieferte Vulkanologen wichtige Informationen und wurde 1981 in der Januar-Ausgabe von National Geographic veröffentlicht – es sollten die letzten Bilder von Landsburg werden. Sein Leichnam wurde 17 Tage nach dem Ausbruch unter einer Ascheschicht mit schweren Verbrennungen in der Nähe seines Kombis gefunden, der in der Nähe des Sheep Canyon bei der oberen südlichen Gabelung des Toutle River auf einem Campingplatz geparkt war. Als Todesursache wurde Erstickung durch das Einatmen von vulkanischer Asche angegeben.
Landsburg starb im Alter von 48 Jahren und wurde von seinen Eltern und seinem Bruder überlebt. Seine sterblichen Überreste wurden am 14. Juni 1980 auf dem Friedhof der Skyline Memorial Gardens in Portland beigesetzt. Sein Grabstein trägt die Inschrift „Mountain of Memories“ (dt. Berg der Erinnerungen).
Bei dem Ausbruch kamen 56 weitere Menschen ums Leben, darunter der Vulkanologe David A. Johnston, der Fotograf Reid Blackburn, der Amateurfunker Gerry Martin und Harry R. Truman, ein Lodgebesitzer aus der Region, der eine Evakuierung abgelehnt hatte. Von 22 Opfern wurden keine sterblichen Überreste gefunden. Sieben weitere Menschen in der Verwüstungszone überlebten zum Teil schwer verletzt.